# Ex (film)
Ex è un film del 2009, diretto e co-sceneggiato da Fausto Brizzi.
Il film, prodotto da Italian International Film, in coproduzione con la società francese Mes Films ed in collaborazione con Rai Cinema, è uscito il 6 febbraio 2009 nei cinema italiani ed è stato riconosciuto come "d'interesse culturale nazionale" dalla Direzione Generale per il Cinema del Ministero per i Beni e le Attività Culturali.

## Trama
Sergio è uno psicologo, divorziato da anni da Michela; ora ha una relazione complicata con Roberta ed è amico dei coniugi Luca e Loredana. Poiché le sue due figlie adolescenti, Valentina e Barbara, vivono con la madre, si è abituato alla completa libertà. Tuttavia, quando Michela muore all’improvviso a causa di un incidente automobilistico, Valentina e Barbara vengono affidate al padre, che scopre di non essere un buon genitore e non riesce ad abituarsi alle richieste di privacy delle due. Quando Roberta, stanca del distacco che Sergio ha preso da lei, lo lascia, Barbara, Valentina e anche Loredana, migliore amica di Michela, confessano a Sergio che Michela l'amava ancora, tanto da comprargli i regali di Natale ogni anno. Egli si reca così nella casa vuota di Michela e apre tutti i regali  da lei acquistati, ripensando agli errori commessi. Successivamente, inizia a frequentare il cimitero e la tomba di Michela, leggendole il libro rimasto sul suo comodino che lei gli aveva regalato (Saltatempo di Stefano Benni).
Luca è anch'egli in crisi matrimoniale con Loredana, il che fa soffrire molto i figli Giulia e Andrea. Dopo un ultimo violento litigio con la moglie, scoperto anche da Giulia, Luca decide di vivere in allegria e libertà a casa di Andrea, organizzando festini con le amiche universitarie del figlio, e inizia quindi il divorzio consensuale dalla moglie. Con il passare del tempo, però, si stanca della vita da single, dato che si trova spesso da solo a causa della differenza di età delle sue nuove amicizie, e riflette sull'assenza della moglie dalla sua vita.
Nel frattempo lo stesso Luca, come giudice, sta seguendo la causa di divorzio tra Filippo e Caterina: nessuno dei due vuole tenere i figli e questi nemmeno vogliono stare con i genitori, troppo concentrati sulle loro rispettive carriere e passioni. Luca, con grande fatica, ottiene che la coppia inizi ad assecondare le volontà dei figli: scoprirà così che Filippo e Caterina si sono riavvicinati ricostruendo un'unione familiare, arrivando anche ad apprezzare il teatro lirico tanto amato dalla figlia.
Giulia, figlia di Luca e Loredana, lavora all'ambasciata italiana a Parigi ed è fidanzata con Marc, ma viene trasferita in Nuova Zelanda. Una volta lì, trova una busta con un pezzo del puzzle che lei e Marc stavano costruendo assieme: potrebbe essere il segno che il loro amore durerà nonostante si trovino in parti opposte del mondo. Con il passare del tempo, però, la distanza inizia a non fare più bene alla coppia: la videochat non è sufficiente e in più Marc è geloso di John, un palestrato collega di lei.  Così, a costo di farsi licenziare dal lavoro, decide di raggiungere Giulia a Wellington, ma qui viene a sapere dalla proprietaria di casa che lei è andata via con John: la verità è che Giulia si era fatta accompagnare da John all'aeroporto per andare a trovare Marc a Parigi e fargli una sorpresa. Proprio a Parigi, Giulia vede una donna nel letto e un uomo che si fa la doccia. Pensando che Marc l'abbia tradita, torna a Wellington: in realtà, l’uomo nella doccia è un amico di Marc, al quale quest’ultimo aveva prestato la casa per permettergli di passare la notte con una ragazza. I due sono sfiduciati l'uno verso l'altra, ma casualmente si reincontrano all'aeroporto di Hong Kong, spiegandosi i malintesi e rimettendosi insieme.
Paolo è fidanzato con la francese Monique, una disc jockey molto libertina in quanto ex pornostar. Una sera viene avvicinato e malmenato da Davide, ex fidanzato della stessa che vuole tornare assieme a lei, e preferisce non denunciarlo dopo aver scoperto che è un poliziotto. Dopo questo incontro, Davide e il collega accorrono a un incidente stradale: la vittima è Michela, colta da un colpo di sonno alla guida e morta sul colpo. In seguito, per non dirle la verità ed evitare altre minacce, Paolo tenta di frequentare ancora Monique con stratagemmi assurdi per non farsi rintracciare da Davide: una sera, ad esempio, facendo leva sulla sua emancipazione, le chiede di mettersi a bordo strada come una prostituta. La ragazza accetta e Paolo la carica in auto per portarla a un concerto dei Jalisse, gruppo che Monique non apprezza, a Pescara: anche qui, però, i due vengono raggiunti da Davide. Successivamente, Paolo porta Monique a un motel in Basilicata e proprio qui Monique, sempre in nome della sua emancipazione, lo lascia. 
Elisa, amica di Monique, sta per sposare Corrado ma scopre che il prete che celebrerà il loro matrimonio è il suo ex, Lorenzo: egli ha sentito la vocazione di farsi prete dopo essere stato lasciato da Elisa. Elisa e Don Lorenzo iniziano, in cuor loro, a ripensare ai bei tempi passati insieme: lei li confronta alla vita con Corrado e lui inizia a dubitare del suo ruolo di sacerdote confidandosi con l'amico Antonio, che sta restaurando gli affreschi della chiesa di cui Don Lorenzo è parroco.  Quando Don Lorenzo viene a sapere che Corrado deve festeggiare l'addio al celibato, lo pedina fino a un night club, dove lo sorprende a consumare un rapporto sessuale con una ballerina e scopre che ha tradito Elisa più volte. Nel frattempo Elisa festeggia l'addio al nubilato con le amiche, tra cui Monique e Roberta: per l’occasione viene mostrato il diario segreto di Elisa, la quale dava i voti agli uomini con cui è stata.
Nel supermercato dove lavorano Roberta ed Elisa avviene una rapina: sul luogo è presente anche Loredana, che cade sbattendo la testa, mentre Davide, accorso come poliziotto, riporta una ferita da arma da fuoco all'addome. I due vengono portati all'ospedale, dove si scopre che Paolo è il chirurgo che opererà Davide. Paolo decide di non delegare l'operazione (che peraltro riesce perfettamente) a un collega del mestiere perché pensa che operare Davide possa significare trovare un accordo con lui. Questo anche perché il chirurgo, come confessa al poliziotto quando si sveglia dall'intervento, è stato anch'egli lasciato da Monique: così, i due si alleano per scoprire se lei ha un nuovo fidanzato. Nel frattempo anche Luca viene a sapere della rapina e raggiunge Loredana all'ospedale: credendo che sia in fin di vita, le confessa tutto il suo amore, ma scopre che ha sbagliato stanza e sta parlando con un'altra donna, dato che viene scoperto dal marito di quest’ultima; Loredana, al contrario, ha riportato solo una frattura al braccio. Luca, per farsi perdonare, si presenta quindi come colf a casa di lei, e questo finalmente riavvicinerà la coppia.
Il giorno prima del matrimonio con Elisa, Corrado si confessa con Don Lorenzo dicendo di aver passato l'addio al celibato in un night club (pur tacendo il rapporto sessuale con la ballerina) e, soprattutto, di aver sbirciato nel diario dove Elisa, nove anni prima, dava i voti ai suoi amanti: lui aveva preso 6-, mentre Lorenzo era stato l'unico ad aver meritato 10 e lode. Elisa, venuta in chiesa ancora prima di Corrado per dire la verità a Don Lorenzo, assiste alla confessione di Corrado perché lo stesso Don Lorenzo le ha detto di nascondersi nel confessionale affinché Corrado non la veda. Il giorno successivo, durante la cerimonia di nozze, Corrado riesce a leggere il verbale di matrimonio, ma Elisa si blocca, capendo che ama ancora Lorenzo: a questo punto Elisa confessa il suo amore a don Lorenzo, mostrandosi sinceramente fedele a lui, e lui fa lo stesso, provocando stupore in tutti ma accettando alla fine di spretarsi.

## Canzoni presenti nel film
- Fiumi di parole - Jalisse
- Build Me Up Buttercup - The Foundations[1]
- Il cielo ha una porta sola - Biagio Antonacci
- La canzone dell'amore perduto - Fabrizio De André interpretata da Franco Battiato
- Goodbye My Lover - James Blunt
- Sex Bomb - Tom Jones
- Wherever You Will Go - The Calling
- Tell Her About It - Billy Joel
- It may be winter outside (but in my heart it’s spring) – emma

## Produzione
Le riprese sono iniziate il 15 luglio 2008 e terminate il 4 ottobre ed il film è stato girato tra Roma, Parigi e il Sudafrica.
Biagio Antonacci ha composto due canzoni appositamente per il film, Il cielo ha una porta sola ed Aprila, entrambe presenti nel suo ultimo album. Il video di Aprila è stato interpretato da Giorgia Würth.
Le musiche originali del film sono di Bruno Zambrini. La colonna sonora in due CD comprende diversi brani italiani ed esteri del passato fra cui Fiumi di parole eseguita live all'interno del film in un cameo da Alessandra Drusian e Fabio Ricci, noti al pubblico come il duo Jalisse; anche Enzo Salvi e Dario Cassini sono presenti con un proprio cameo nel film.
Nei titoli di coda del film vi sono foto e filmati di cento baci di sconosciuti, inviati al sito web del film nel corso dei mesi precedenti all'uscita.
Al mercato del Festival di Cannes 2009 è stato il film italiano più venduto. Tra i paesi che lo hanno distribuito: Australia, Argentina, Brasile, Francia, Messico, Cile, Hong Kong, Spagna, Taiwan, Corea e Germania..

## Accoglienza

### Incassi
Nelle sale cinematografiche italiane, il film ha ottenuto un incasso di 10628000 €.

### Critica
Il film ha ricevuto recensioni miste, il sito italiano Comingsoon.it assegna il punteggio di 4,2 su 5, il sito MyMovies assegna il punteggio di 2,7 su 5 mentre il Dizionario Morandini assegna al film una stella su 5 definendolo una banale commedia adolescenziale.

## Riconoscimenti
- 2009 - David di Donatello
  - Candidatura Miglior film a Fausto Brizzi
  - Candidatura Migliore regia a Fausto Brizzi
  - Candidatura Miglior attore non protagonista a Claudio Bisio
  - Candidatura Migliore attrice non protagonista a Carla Signoris
  - Candidatura Migliore sceneggiatura a Fausto Brizzi, Marco Martani e Massimiliano Bruno
  - Candidatura Migliore colonna sonora a Bruno Zambrini
  - Candidatura Migliore canzone originale (Il cielo ha una porta sola) a Biagio Antonacci
  - Candidatura Miglior montaggio a Luciana Pandolfelli
  - Candidatura Miglior sonoro a Marco Fiumara
  - Candidatura David giovani a Fausto Brizzi[4]
- 2009 - Nastro d'argento
  - Migliore commedia a Fausto Brizzi[5]
  - Candidatura Migliore attore non protagonista a Claudio Bisio e Silvio Orlando
  - Candidatura Migliore attrice non protagonista a Carla Signoris
  - Candidatura Migliore sceneggiatura  a Fausto Brizzi, Marco Martani e Massimiliano Bruno
  - Candidatura Miglior montaggio a Luciana Pandolfelli
  - Candidatura Migliore canzone originale (Il cielo ha una porta sola) a Biagio Antonacci
- 2009 - Globo d'oro
  - Candidatura Miglior commedia a Fausto Brizzi
- 2010 - Golden Graals
  - Candidatura Miglior attore in un film commedia a Fabio De Luigi
- 2009 - Primavera del Cinema Italiano
  - Miglior attore non protagonista a Gianmarco Tognazzi

## Sequel
Il 7 ottobre 2011, a distanza di due anni dall'uscita del primo film, è uscito il sequel Ex - Amici come prima!, regia di Carlo Vanzina.

## Remake
Il 21 giugno 2017, nelle sale cinematografiche francesi, è stato proiettato un remake dal titolo Les Ex, regia di Maurice Barthélemy.